# 아이 (마른 지방)
아이(프랑스어 발음: [aj])는 프랑스 북동부의 마른 주의 이전 코뮌이었다. 2016년 1월 1일에 새로운 코뮌 Aÿ-Champagne에 합병되었다.

## 샴페인
샴페인 생산의 중심지로는 아이가 가장 유명하다. 아이의 포도밭은 샴페인의 바예 드 라 마르네(Vallée de la Marne) 소지역에 있으며, 샴페인 포도밭에서 그랑크뤼(100%)로 분류된다. 이 지역의 포도밭과 수확장, 프레스, 셀라 등은 샴페인 언덕과 가옥, 셀라 유적지의 일부로 2015년 유네스코 세계문화유산에 등재된 바 있는데, 이 지역의 샴페인 개발에 대한 증언 때문이다. 많은 유명 샴페인 하우스가 바로 근처에 포도원을 소유하고 있으며 아얄라(Ayala)와 볼링거(Bollinger)를 포함한 여러 생산자가 아이에 존재한다.

## 인구
| 연도 | 인구  | ±%     |
| ---- | ----- | ------ |
| 1793 | 2,516 | —      |
| 1800 | 2,593 | +3.1%  |
| 1806 | 2,548 | −1.7%  |
| 1821 | 2,507 | −1.6%  |
| 1831 | 2,727 | +8.8%  |
| 1836 | 2,810 | +3.0%  |
| 1841 | 3,130 | +11.4% |
| 1846 | 3,415 | +9.1%  |
| 1851 | 3,302 | −3.3%  |
| 1856 | 3,268 | −1.0%  |
| 1861 | 3,395 | +3.9%  |
| 1866 | 3,573 | +5.2%  |
| 1872 | 4,149 | +16.1% |
| 1876 | 5,063 | +22.0% |
| 1881 | 5,396 | +6.6%  |
| 1886 | 6,075 | +12.6% |
| 1891 | 6,701 | +10.3% |
| 1896 | 7,061 | +5.4%  |
| 1901 | 7,052 | −0.1%  |
| 1906 | 7,391 | +4.8%  |
| 1911 | 7,212 | −2.4%  |
| 1921 | 7,911 | +9.7%  |
| 1926 | 7,267 | −8.1%  |
| 1931 | 6,995 | −3.7%  |
| 1936 | 6,666 | −4.7%  |
| 1946 | 6,272 | −5.9%  |
| 1954 | 6,806 | +8.5%  |
| 1962 | 6,682 | −1.8%  |
| 1968 | 4,884 | −26.9% |
| 1975 | 4,883 | −0.0%  |
| 1982 | 4,773 | −2.3%  |
| 1990 | 4,318 | −9.5%  |
| 1999 | 4,315 | −0.1%  |
| 2006 | 4,190 | −2.9%  |
| 2009 | 4,116 | −1.8%  |